# August Batsch

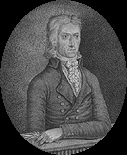
August Johann Georg Karl Batsch.

August Johann Georg Karl Batsch (Jena, 28 oktober 1761 - aldaar, 29 september 1802) was een Duits natuurvorser en mycoloog. Hij heeft veel bijgedragen tot de classificatie van paddenstoelen.

## Leven
Batsch werd geboren in Jena als zoon van George Lorenz Batsch en Ernestine Batsch. Hij studeerde eerst aan de school in de stad, maar kreeg al gauw privé-onderricht. Hij toonde een grote interesse in de natuurlijke historie, en dus ging Batsch vanaf 1772 op elfjarige leeftijd studeren aan de Universiteit van Jena. In 1781 ontving hij er zijn doctoraat.
Hij stierf in 1802 na een korte ziekte.

## Carrière
Nadat hij zijn doctoraat had ontvangen, kreeg Batsch in 1786 nog een doctoraat voor geneeskunde. In datzelfde jaar begon hij les te geven in natuurlijke historie aan de Universiteit van Jena. Vanaf 1787 begon hij ook te doceren in geneeskunde en 5 jaar later werd hij professor in de filosofie.
In 1790 stichtte Batsch een botanische tuin in Jena en de Naturforschende Gesellschaft ('Natuuronderzoekende Club')

## Belang in de wetenschap

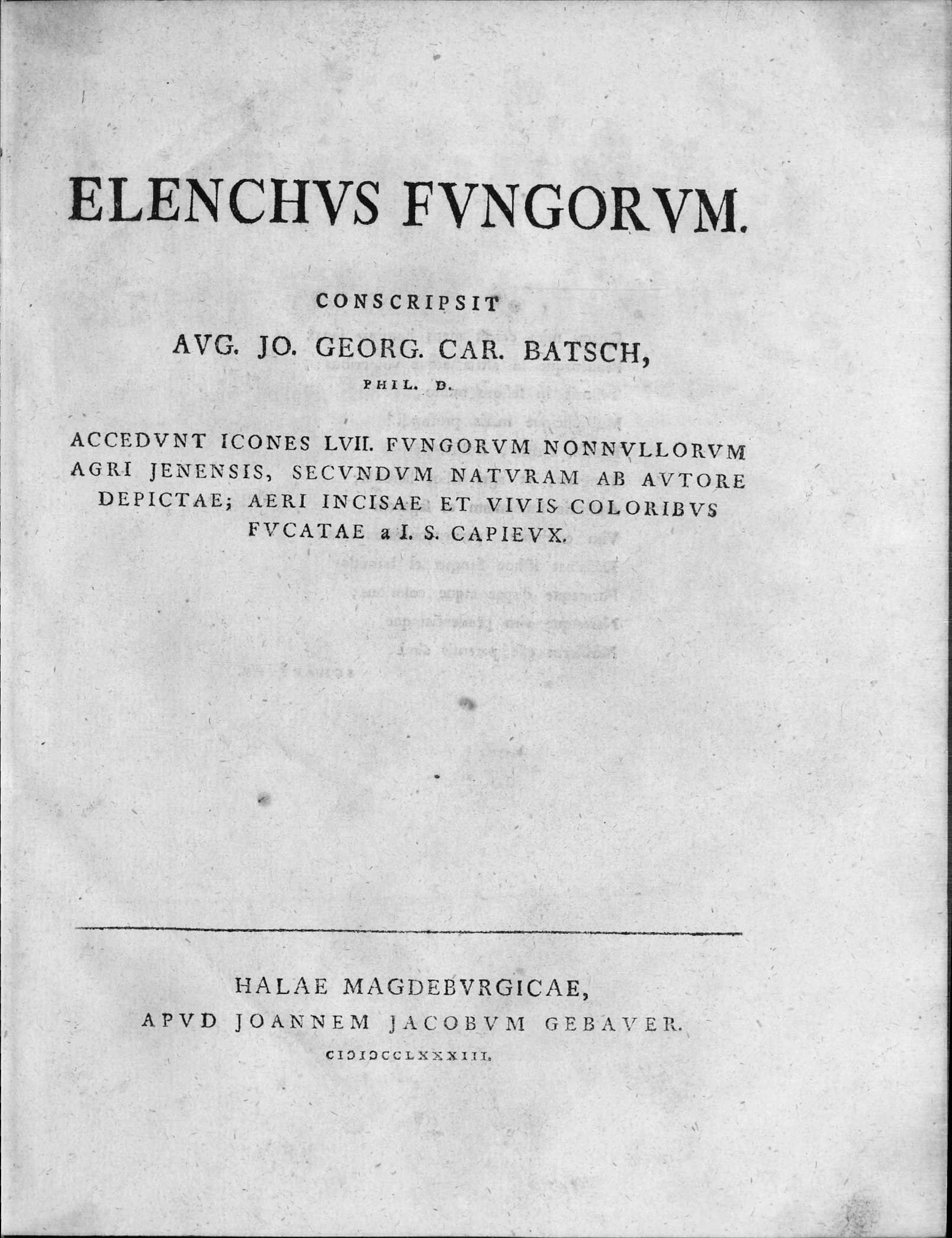
Elenchus fungorum, 1783

Batsch was een gerespecteerde autoriteit op het vlak van paddenstoelen en mycologie. Hij ontdekte bijna tweehonderd nieuwe soorten paddenstoelen, waaronder de nevelzwam, het geel hoorntje en de krulzoom. Hij schreef ook twee boeken over het onderwerp, die tot op de dag van vandaag hoog aangeschreven staan:
- Elenchus Fungorum (Discussie over de Fungi; geschreven tussen 1783 en 1789).
- Versuch einer Anleitung zur Kenntniss und Geschichte der Pflanzen (Introductie tot de kennis en historie van planten; geschreven tussen 1787 en 1788).

- Bibliothèque nationale de France: cb16676687g (data)
- Author citation (botany): Batsch
- Stuttgart Database of Scientific Illustrators 1450–1950: 269
- Gemeinsame Normdatei: 115682171
- International Standard Name Identifier: 0000 0001 0916 4835
- Library of Congress Control Number: n85037076
- Nationale Bibliotheek van Tsjechië: xx0062150
- Nationale bibliotheek van Australië: 35824087
- Nationale Bibliotheek van Israël: 987007271468405171
- Nationale Bibliotheek van Polen: a0000001757006
- Nederlandse Thesaurus van Auteursnamen: 070008094
- LIBRIS: 345862
- SNAC: w69s2ss4
- Système universitaire de documentation: 094146888
- Museum of New Zealand Te Papa Tongarewa: 51349
- Trove: 1104093
- Virtual International Authority File: 74586995
- WorldCat: E39PBJm99qRmvRMvVY47wHYVmd